# 잭 테일러 (배우)

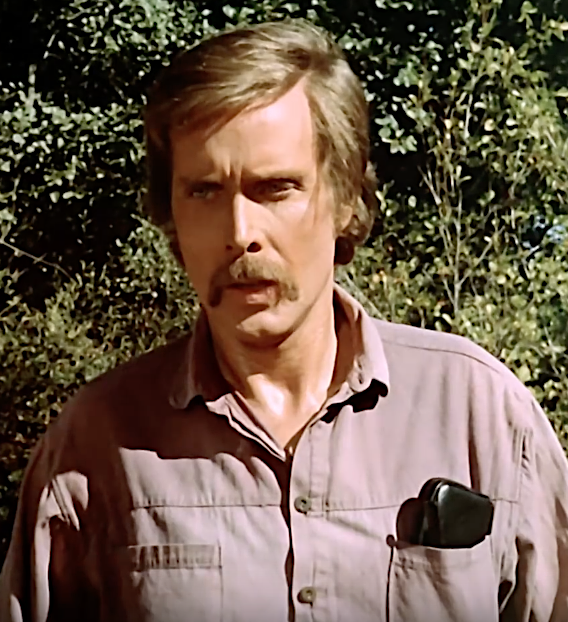

잭 테일러(Jack Taylor, 본명: 조지 브라운 랜들(George Brown Randall), 1936년 10월 21일 ~ )는 미국의 배우, 각본가, 텔레비전 배우, 영화배우이다.
오레건 시티에서 태어났다.

## 출연

### 영화
- 그랜드 피아노 (2013년) - 패트릭 고두로 역
- 아그노시아 (2010년)
- 고야의 유령 (2006년)
- 더 버스데이 (2004년)
- 천사들의 종착역 (2001년)
- 나인스 게이트 (1999년)
- 1492 콜럼버스 (1992년)
- 철가방을 든 수녀 (1991년)
- 밤색 양복의 사나이 (1989년)
- 모래성의 연인들 (1986년)
- 히드라 - 몬스터 오브 더 딥 (1984년)
- 피세스 (1982년)
- 코난 - 바바리안 (1981년)
- 웨어 타임 비갠 (1976년)
- 섹시 시스터스 (1976년)
- 더 고스트 갤리온 (1974년)
- 에로틱 킬 (1973년)
- 지킬 박사와 늑대인간 (1972년)
- 뱀파이어 (1970년) - 본인 역
- 크리스마스 키드 (1967년)
- 특명 시그마 3 (1967년)
- 라스트 모히칸 (1965년)
- 리치 포 더 스카이 (1956년)